# ×Cyclobotrya
xCyclobotrya , hibridni rod papratnica smješten u porodicu Dryopteridaceae, dio potporodice  Polybotryoideae. Postoje dvije vrste iz  Brazila.
Formula: Cyclodium x Polybotrya.

## Notovrste
1. ×Cyclobotrya ×amalgamata Schwartsb. & Canestraro, Ceara
2. ×Cyclobotrya ×telespirensis Engels & Canestraro, Mato Grosso